# Alexander Proelß
Alexander Proelß (* 9. September 1973 in Bremen) ist ein deutscher Jurist. Er ist seit Oktober 2018 Professor für öffentliches Recht, insbesondere Seevölkerrecht, an der Universität Hamburg.

## Leben
Alexander Proelß studierte von 1995 bis 2000 Rechtswissenschaften an der Rheinischen Friedrich-Wilhelms-Universität Bonn sowie an der Eberhard Karls Universität Tübingen und legte im Juni 2000 das erste juristische Staatsexamen ab. Anschließend war er bis 2004 wissenschaftlicher Mitarbeiter am Lehrstuhl von Wolfgang Graf Vitzthum an der Universität Tübingen; darüber hinaus absolvierte er während dieser Zeit von 2002 bis 2004 sein Rechtsreferendariat und im Oktober 2004 das zweite juristische Staatsexamen.
Im Februar 2003 promovierte er in Tübingen mit einer Arbeit über den Meeresschutz im Völker- und Europarecht. Von Dezember 2004 bis August 2007 wirkte er als wissenschaftlicher Assistent am Lehrstuhl von Wolfgang Graf Vitzthum. Während dieser Zeit war er von November 2005 bis Dezember 2006 als wissenschaftlicher Mitarbeiter des Richters Udo Di Fabio an das Bundesverfassungsgericht abgeordnet. Im Mai 2007 wurde er auf eine im Rahmen des Kieler Exzellenzclusters „Ozean der Zukunft“ am Walther-Schücking-Institut für internationales Recht neu geschaffene Professur für öffentliches Recht mit Schwerpunkt Seerecht an die Christian-Albrechts-Universität zu Kiel berufen.
An der Universität Tübingen erlangte Proelß im Februar 2010 die Habilitation. Zum Wintersemester 2010/2011 wechselte er auf den Lehrstuhl für öffentliches Recht, insbesondere Völkerrecht und Europarecht an der Universität Trier; mit Beginn des Jahres 2011 wurde er zugleich Mitdirektor des dortigen Instituts für Umwelt- und Technikrecht (IUTR). Alexander Proelß ist außerdem Mitglied der rechtswissenschaftlichen Studentenvereinigung Phi Delta Phi und Beirat der Zeitschrift Jura Studium & Examen (JSE). 
Zum Wintersemester 2018/2019 wechselte Proelß auf den Lehrstuhl für Seevölkerrecht an die Universität Hamburg.

## Werke (Auswahl)
- Meeresschutz im Völker- und Europarecht. Das Beispiel des Nordostatlantiks. Duncker & Humblot, Berlin 2004, ISBN 3-428-11254-7
- Ausschließliche Wirtschaftszone (AWZ). In: Wolfgang Graf Vitzthum (Hrsg.): Handbuch des Seerechts. Beck, München 2006, ISBN 3-406-54635-8, S. 222–264
- The Legal Regime of the Arctic Ocean. In: Zeitschrift für ausländisches öffentliches Recht und Völkerrecht. 68/2008, S. 651–688, ISSN 0044-2348
- Marine Genetic Resources under UNCLOS and the CBD. In: German Yearbook of International Law. 51/2008, S. 417–446, ISSN 0344-3094